# Les Quatre Filles du docteur March (film, 1994)
Pour les articles homonymes, voir Les Quatre Filles du docteur March (homonymie).
Pour plus de détails, voir Fiche technique et Distribution.
Les Quatre Filles du docteur March (Little Women) est un film américain réalisé par Gillian Armstrong, sorti en 1994, adapté du roman éponyme de Louisa May Alcott (1868).

## Synopsis
Pendant la guerre de Sécession, quatre jeunes filles, Meg (Trini Alvarado), Jo (Winona Ryder), Beth (Claire Danes) et Amy (Kirsten Dunst), issues de la classe moyenne, vivent à Concord dans le Massachusetts, avec leur mère et Hannah, une fidèle domestique. Leur père, nordiste, est au front. C'est en grandissant ensemble que Jo se découvre un talent pour l'écriture, encourageant ses sœurs à jouer des pièces de théâtre et se chamaillant avec sa petite sœur Amy. Meg tombe sous le charme d'un homme qu'elle épouse, au grand dam de Jo qui a peur que la fratrie ne se sépare. Beth, la troisième et la plus discrète, toujours soucieuse du bien des autres, finit par tomber malade de la scarlatine et ne s'en sort que de justesse. 
Devenues adultes, Jo se démène pour devenir une romancière, Amy côtoie un univers mondain grâce à une grand-tante qui a tenu à s'occuper d'elle, Meg devient mère et Beth meurt de maladie.

## Fiche technique
- Titre : Les Quatre Filles du docteur March
- Titre original : Little Women
- Réalisation : Gillian Armstrong
- Scénario : Robin Swicord d'après le roman de Louisa May Alcott.
- Musique : Thomas Newman
- Costumes : Colleen Atwood
- Photographie : Geoffrey Simpson
- Production : Denise Di Novi
- Pays d'origine :  États-Unis
- Langue : anglais
- Genre : Drame, romance
- Durée : 115 minutes
- Dates de sortie : 
  - États-Unis :  21 décembre 1994
  - France : 3 mai 1995

## Distribution
- Winona Ryder (VF : Vanessa Guedj)  : Josephine « Jo » March
- Susan Sarandon (VF : Christine Delaroche) : Abigail « Marmee » March
- Trini Alvarado (VF : Emmanuelle Pailly) : Margareth « Meg » March
- Kirsten Dunst (VF : Elisabeth Ventura)  : Amy March jeune
- Claire Danes (VF : Aurélia Bruno) : Elizabeth « Beth » March
- Samantha Mathis (VF : Coraly Zahonero) : Amy March adulte
- Gabriel Byrne (VF : Richard Sammel)  : le professeur Friedrich Bhaer
- Christian Bale (VF : Emmanuel Curtil) : Théodore « Laurie » Lawrence
- Eric Stoltz (VF : Fabien Briche) : John Brooke
- Mary Wickes (VF : Lita Recio) : Tante March
- Matthew Walker (VF : Jean Lescot) : Monsieur March
- John Neville (VF : Gabriel Cattand): Monsieur Lawrence
- Florence Paterson (VF : Jane Val) : Hannah
- Janne Mortil  : Sarah Moffat

## Nominations
- Nomination pour l'Oscar de la meilleure actrice : Winona Ryder
- Nomination pour l'Oscar de la meilleure création de costumes : Colleen Atwood
- Nomination pour l'Oscar de la meilleure musique de film : Thomas Newman
- Nomination aux BAFTA pour les meilleurs costumes : Colleen Atwood